# Porphyry Ridge
Porphyry Ridge ist ein langer Gebirgskamm an der Danco-Küste des Grahamlands auf der Antarktischen Halbinsel. Er erstreckt sich östlich der Almirante-Brown-Station zwischen dem Porphyr-Gletscher auf der einen sowie der Skontorp Cove und dem Avalanche Glacier auf der anderen Seite.
Polnische Wissenschaftler benannten sie 1999 nach dem Porphyrgestein, aus dem er hauptsächlich besteht.